# Tepecano
Le tepecano était une langue pimique (en) parlée dans le Jalisco jusque dans les années 1980.